# Notocorda

Schema anatomico di Branchiostoma lanceolatum (anfiosso) ·
1 cervello sottile ·
2 notocorda (abbozzo di colonna vertebrale) ·
3 nervo dorsale ·
4 coda post-anale ·
5 ano ·
6 canale del cibo ·
7 sistema circolatorio ·
8 pori addominali ·
9 lacuna soprafaringea ·
10 branchie ·
11 faringe ·
12 cirri buccali ·
13 mimosa ·
14 bocca ·
15 gonadi (ovarie/testicoli) ·
16 sensori per la luce ·
17 nervi ·
18 piega addominale ·
19 abbozzo di fegato

La notocorda, o corda dorsale, è una struttura flessibile a forma di tubo che si riscontra in tutti gli embrioni dei cordati, animali che prendono tale nome proprio dalla presenza di questa struttura durante lo stadio embrionale. La notocorda è disposta sotto la superficie ventrale del tubo neurale.
Nei cefalocordati (e anche nei vertebrati primitivi come Pikaia e Haikouichthys) persiste per tutta la vita adulta come struttura di sostegno, negli urocordati è presente solo nello stadio larvale, mentre nei vertebrati è sostituita dalla colonna vertebrale.
Non è difficile sentir dire che l'embriogenesi ricapitola la filogenesi. In questo caso l'affermazione è particolarmente coerente, in quanto un vertebrato esprime dapprima la "notocorda" a livello embrionale (che per i progenitori ancestrali era una forma stabile e definitiva di supporto dorsale) per poi sviluppare, attraverso tappe che sembrano riproporre quelle dell'evoluzione, la forma più evoluta della colonna vertebrale nei mesi successivi.

## Embriogenesi
La notogenesi è la formazione della notocorda a partire dalle cellule dell'epiblasto che costituiscono il pavimento dell'amnios.
Nell'uomo (ma i passaggi sono gli stessi degli altri vertebrati) al 16º giorno di sviluppo, subito dopo che cellule invaginate dell'epiblasto hanno invaso l'ipoblasto formando l'endoderma embrionale, inizia un secondo processo di invaginazione che porta uno strato di cellule ad interporsi tra l'epiblasto (che finiti i processi di gastrulazione viene detto ectoderma embrionale) e l'endoderma. Alcune di queste cellule che si invaginano dal nodo di Hensen migrano verso la membrana faringea in linea retta formando un cordone chiamato processo cefalico o processo notocordale.
Questo cordone inizierà a cavitarsi:
- Circa al 17º giorno la fossetta primitiva si prolunga all'interno del processo cefalico trasformandolo in un tubo e formando il cosiddetto canale cordale.
- Circa al 18º giorno il pavimento del processo cefalico si fonde con l'endoderma sottostante e si lacera mettendo in comunicazione amnios e sacco vitellino. In questo stadio il canale cordale (aperto) prende il nome di canale neurenterico e il processo cefalico è detto placca cordale.
- Al 19º giorno, circa, la placca cordale si richiude (arrotola) su se stessa formando un cordone pieno, che è detta notocorda o corda dorsale. Tale corda va dalla membrana faringea anteriormente fin quasi alla membrana cloacale posteriormente, come un asse longitudinale per l'embrione.

Nei vertebrati superiori si estende per tutta la lunghezza della futura colonna vertebrale e raggiunge anteriormente il mesencefalo, dove finisce come un uncino nella regione della futura sella turcica dello sfenoide.
Vestigia dalla notocorda si trovano nel nucleo polposo dei dischi intervertebrali, ma non nei corpi delle vertebre da cui le cellule notocordali spariscono interamente. Nell'uomo, a 4 anni di vita, tutti i residui di notocorda sono sostituiti da una popolazione cellulare simile ai condrociti di origine incerta.

## Esperimenti e ricerca
È stato dimostrato che la regione anteriore della notocorda è in grado di indurre, nel sovrastante tubo neurale, le strutture del cervello, mentre la regione posteriore induce le strutture del midollo spinale. Se infatti si trapianta un pezzetto di notocorda cefalica in posizione caudale, si induce la formazione del cervello là dove dovrebbe esserci il midollo spinale. Il trapianto inverso ha avuto l'effetto opposto.
La notocorda produce una proteina, la Sonic hedgehog (Shh), che è una chiave della regolazione dei processi di morfogenesi e organogenesi, inducendone precisi sviluppi in posizioni specifiche. È il gradiente di questa proteina (insieme ad altri agenti) che stabilisce la distribuzione spaziale delle strutture dell'embrione e dei futuri organi.